# Pandemonium (manga)
Pour les articles homonymes, voir Pandemonium (homonymie).
Pandemonium (パンデモニウム ―魔術師の村―, Pandemonium - Majutsushi no mura) est un seinen manga de Shō Shibamoto prépublié dans le magazine en ligne Web Ikki Para Comic entre janvier 2013 et janvier 2014 puis publié par l'éditeur Shōgakukan en deux volumes reliés sortis entre janvier 2014 et février 2014. La version française est éditée par Ki-oon dans la collection « Latitudes » en deux tomes sortis entre novembre 2014 et mars 2015.
La série est entièrement en couleur et dessinée de base dans le sens de lecture occidental, chose rare pour un manga japonais.

## Synopsis
Du haut de leur demeure céleste, « ceux qui hantent le ciel » provoquent des catastrophes naturelles meurtrières et imprévisibles en lançant une « foudre rectiligne » géante ressemblant à une colonne de lumière qui souille l'air et la terre en créant d'énormes trous dans le sol. Les vapeurs causées par ces évènements sont mortelles, et ont emporté Anna, la petite amie de Zipher, le héros. Une légende a commencé à se répandre : les responsables de ces catastrophes auraient élu domicile au nord d'une ville côtière, sur des terres inconnues et entourées de falaises vertigineuses dont la chute peut être fatale... personne n'a jamais osé approcher cet endroit. Ils seraient difformes, c'est-à-dire qu'ils auraient eu de grandes malformations ou des croisements entre deux ou plusieurs espèces animales par l'apparence. Zipher part pourtant à leur rencontre, un coffre contenant le cadavre intact de sa dulcinée sur ses épaules, car il est certain que les habitants de cet endroit écouteront ses suppliques et ramèneront son amour perdu à la vie en usant de leurs pouvoirs sans limites. Tout près de la mort après avoir fait tomber ses vivres du haut d'une falaise de puis quatre jours, il tombe par chance sur un groupe de villageois habitant le lieu qu'il tente d'atteindre. Domika, une créature difforme à pattes écaillées, décide de l'héberger chez elle le temps qu'il se remette de sa fatigue et de sa famine, malgré l'avis des autres habitants. Cependant, Zipher va très vite se rendre compte qu'il est parvenu jusqu'ici pour rien: même si, comme dans la légende, les villageois utilisent des outils étranges, cultivent des plantes que personne n'avait jamais vu auparavant, et sont difformes, ceux-ci tentent de lui faire comprendre qu'ils ne maîtrisent pas la moindre magie, et qu'ils ont trouvé ces objets bizarres par hasard. Près du village de ceux qu'on appelle les "sorciers", des hommes armés se sont installés en attendant le moment propice pour attaquer les habitants et en finir avec les foudres rectilignes. Pourtant, celles-ci ne viennent pas d'ici, mais d'un autre endroit inconnu...

## Personnages
Zipher
Le héros de l'histoire. Il est amoureux d'Anna, qui meurt à cause des vapeurs toxiques soulevées par la "foudre rectiligne", et il veut la ramener à la vie avec les pouvoirs de ceux qu'il pense être des sorciers.
Domika
Le second personnage principal de l'histoire. Elle sauve Zipher alors qu'il est au bord de la mort. C'est une créature difforme : elle a des pattes d'oiseaux énormes en guise de mains, ce qui l'empêche de faire du travail précis. Domika est une jeune femme pleine de bonté et qui n'hésite pas à porter secours à Zipher, même si les autres villageois voient cela d'un mauvais œil.
Ainu
Le chef du village des difformes.

## Liste des volumes
| no | Japonais        | Japonais          | Français         | Français          |
| no | Date de sortie  | ISBN              | Date de sortie   | ISBN              |
| -- | --------------- | ----------------- | ---------------- | ----------------- |
| 1  | 30 janvier 2014 | 978-4-09-188645-3 | 13 novembre 2014 | 978-2-35592-760-7 |
| 2  | 28 février 2014 | 978-4-09-188646-0 | 26 mars 2015     | 978-2-35592-798-0 |

## Réception
Pour Philippe Peter de dBD, « autour du personnage principal gravitent deux intrigues parallèles complexes, dont les éléments sont révélés avec une intelligente parcimonie. Graphiquement, la série est un véritable petit bijou, qui plus est en couleurs. Les physiques difformes des personnages anthropomorphiques, plus proches de l'illustration que de la BD, sont éblouissants, tandis que les décors, d'une grande finesse, renforcent encore l'aspect inquiétant du récit ».

### Édition japonaise
Shōgakukan
1. 1 2  (ja) « Tome 1 »
2. 1 2  (ja) « Tome 2 »

### Édition française
Ki-oon
1. 1 2  (fr) « Tome 1 »
2. 1 2  (fr) « Tome 2 », sur manga-news.com